# Балицький Всеволод Аполлонович
Все́волод Аполло́нович Ба́лицький (27 листопада (9 грудня) 1892 , Верхньодніпровськ, Катеринославська губернія  — 27 листопада 1937 , Москва ) — радянський діяч, один із керівників органів державної безпеки ВЧК — ОДПУ — НКВС, комісар державної безпеки 1-го рангу (26 листопада 1935), один із організаторів Голодомору. Член ЦК КП(б)У в грудні 1925 — травні 1937 року. Член Оргбюро ЦК КП(б) України з 24 листопада 1926 по 20 листопада 1927 року. Кандидат у члени Політбюро ЦК КП(б) України з 29 листопада 1927 по 5 червня 1930 року. Член Політбюро ЦК КП(б) України з 15 червня 1930 по 27 травня 1937 року. Член Центральної контрольної комісії ВКП(б) у липні 1930 — січні 1934 року. Член ЦК ВКП(б) у лютому 1934 — червні 1937 року.

## Біографія
Народився 27 листопада (9 грудня) 1892 року в місті Верхньодніпровську, нині Дніпропетровської області, у родині помічника бухгалтера Верхньодніпровського повітового казначейства, колезького секретаря Аполлона Івановича Балицького та його дружини Олександри Іванівни, уродженої Юрчук (Юрчукової). Родина пізніше переїхала до Луганська, де батько працював помічником бухгалтера Луганського патронного заводу. У 1912 році закінчив 8 класів гімназії в Луганську.
У серпні 1912 — березні 1915 року навчався на юридичному факультеті Московського університету (закінчив три курси). У 1913–1915 роках як вільний слухач відвідував Лазаревський інститут східних мов у Москві.
1913 року вступив до РСДРП, меншовик. У листопаді 1915 року перейшов до більшовиків.
У березні 1915 року мобілізований в російську імператорську армію, був курсантом прискореного курсу Тифліської школи прапорщиків (військового училища), яку закінчив у жовтні 1915 року. Як політично неблагонадійний, був направлений на Кавказький, а потім на Перський фронт. З жовтня 1915 по лютий 1917 року — прапорщик, молодший унтер-офіцер 12-ї роти 114-го запасного піхотного полку в містах Еривані (Єреван) і Тавризі у Персії. У лютому 1917 року вибраний головою полкового комітету 114-го запасного полку і заступником голови гарнізонної ради. Був членом Тавризького комітету РСДРП(б), членом революційного штабу Кавказької армії на Перському фронті в місті Тавризі. З жовтня 1917 року — голова Ради солдатських депутатів (Тавриз).
У травні — вересні 1918 року на нелегальній роботі в Грузії: член обласного комітету РСДРП(б) Гурії і Мінгрелії в місті Поті Кутаїської губернії, заарештовувався грузинським урядом. Півтора місяця був в'язнем у тюрмі меншовицького уряду Грузії. Після звільнення був відряджений Кавказьким крайкомом РСДРП(б) до Москви, по дорозі в Україні був заарештований німцями та гетьманцями, втік з-під арешту. ЦК КП(б)У був залишений для роботи в Україні та направлений до ВУЧК.
У грудні 1918 року введений до складу колегії Всеукраїнської ЧК (ВУЧК), де очолював інструкторський підвідділ Іногороднього відділу, іногородній відділ, інспекторський відділ, юридичний відділ, секретно-оперативний відділ і секретаріат. У липні 1919 року проводив «червоний терор» в Одесі. У вересні 1919 року недовго був головою ВУЧК у Гомелі. У вересні — жовтні 1919 року — голова надзвичайного ревтрибуналу Гомельського укріпленого району в місті Гомелі. У жовтні 1919 року — голова Української організаційної комісії, потім політичний інспектор ВЧК, голова комісії ВЧК по боротьбі із дезертирством у Москві.
З листопада 1919 року — голова Волинської губернської ЧК, з грудня 1919 року — голова Київської губернської ЧК і одночасно повноважний представник ВЧК в Правобережній Україні. У 1920 році — начальник тилу і голова трибуналу Південно-Західного фронту. Широко застосовував арешти, розстріли, страти заручників тощо.
У травні 1920 — 1921 року — заступник голови Центрального управління надзвичайних комісій, член колегії НКВС Української СРР. З 6 квітня 1921 до 22 березня 1922 року — заступник голови і командувач військами ВУЧК. З 22 березня 1922 по 1 вересня 1923 року — заступник голови ДПУ УСРР.
18 жовтня 1922 політбюро ЦК КП(б)У прийняло постанову про з'їзд УКП, голові ДПУ УСРР В. Балицькому надавалася директива заарештувати всіх учасників з'їзду та вислати їх до Москви та зробити на засіданні Політбюро доповідь про діяльність УКП та заходи по її ліквідації. 2 серпня 1923 ВЦВК звільнив з посади голови НКВС Василя Манцева, нагородивши його орденом Трудового Червоного Прапора, тимчасовим виконувачем обов'язків голови НКВД УСРР призначено Всеволода Балицького. З 1 вересня 1923 по 31 червня 1931 року — голова ДПУ УСРР і повноважний представник ДПУ-ОДПУ СРСР по Українській СРР. 
Одночасно 15 грудня 1924 — 31 грудня 1930 року — народний комісар внутрішніх справ Української СРР. З його ім'ям пов'язані арешти і висилки «націоналістичної» інтелігенції і т. д.
Від 31 червня 1931 до 10 липня 1934 року — 3-й заступник голови, заступник голови ОДПУ при РНК СРСР. «Забрав» з собою до Москви з Харкова Павла Судоплатова. 1932 року Балицький очолив комісію з введення паспортів, приводом стала «необхідність вичистити великі міста від зайвих і антигромадських елементів». У результаті з'явилася постанова Раднаркому СРСР від 28 квітня 1933 року про видачу паспортів громадянам СРСР на всій території країни, однак селянам видавати паспорти було заборонено. Це сприяло знищенню українців під час Голодомору. Після ухвали Раднаркому селяни, не маючи паспортів, не могли виїхати до міст або за межі України. Ті з них, які намагались це зробити, арештовувались спеціальними загонами. Тільки взимку 1932 року на залізницях заслонами затримано 17733 осіб, з них 1610 чоловік було заарештовано і передано ДПУ.Вироблені під керівництвом Балицького правила паспортизації діяли до 1974 року. 
24 листопада 1932 року Політбюро ЦК ВКП(б) призначило заступника голови ОДПУ СРСР Всеволода Балицького особливоуповноваженим ОДПУ в Україні терміном на півроку, зважаючи на «державну важливість щонайшвидшого поліпшення роботи органів ОДПУ на Україні», підпорядкувавши йому весь апарат ДПУ України та зобов'язавши надсилати кожної декади звіт до ЦК ВКП(б). Від 21 лютого 1933 року по 10 липня 1934 року — повноважний представник ОДПУ по УСРР і голова ДПУ Української СРР.
Саме Балицький висунув теорію про те, що в Україні існує «організаційний саботаж хлібозаготівлі», який керується контрреволюційним повстанським підпіллям, іноземними розвідками, в основному «польським главштабом» і т. п. У наказі ДПУ УСРР від 13 лютого 1933 року за підписом Балицького розповідається про нібито існування плану організації збройного повстання з метою повалення Радянської влади та  створення Української незалежної республіки. Наказ наголошує на необхідності жорстокого розгрому «контреволюційного підпілля», запуск карних справ по групах «повстанців», мобілізації агентури та інформаторів ДПУ, активної вербовки громадян до лав агентів ДПУ та інших карально-репресивних та організаційних заходів.
З 15 липня 1934 по 11 травня 1937 року — народний комісар внутрішніх справ Української СРР. Один із головних організаторів масового терору в Україні, що забрав життя десятків тисяч людей.
Наказом від 11 травня 1937 року призначений начальником УНКВС по Далеко-Східному краю. 17 травня 1937 року полишив посаду наркома внутрішніх справ УРСР. На початку червня 1937 року обійняв посаду начальника УНКВС по Далеко-Східному краю в Хабаровську. 19 червня 1937 року усунутий з посади та відкликаний до Москви.
25 червня 1937 року постановою Політбюро ЦК ВКП(б) «за зраду партії та Батьківщини та активну контрреволюційну діяльність» був виключений із складу ЦК ВКП(б) і з членів ВКП(б), а його справа була передана до НКВС. 7 липня 1937 року арештований у службовому вагоні. 27 листопада 1937 року «в особливому порядку» засуджений до страти. Розстріляний. Офіційно не реабілітований.